# Bojan Kumer
Bojan Kumer (ur. 30 lipca 1974 w Slovenj Gradcu) – słoweński inżynier, menedżer i polityk, w latach 2013–2014 i 2018–2020 sekretarz stanu w resortach odpowiedzialnych za infrastrukturę, minister infrastruktury (2022–2023), minister środowiska, klimatu i energii (od 2023).

## Życiorys
W 2001 ukończyła studia z elektrotechniki na Uniwersytecie Lublańskim, w 2008 uzyskał na tej uczelni magisterium. Zawodowo związany z sektorem energetycznym. Pracował w przedsiębiorstwie Elektro Celje, w 2004 został dyrektorem wykonawczym ds. marketingu. W 2009 objął stanowisko kierownika projektu w koncernie energetycznym GEN-I, w następnym roku został kierownikiem sprzedaży ds. kluczowych klientów.
W latach 2013–2014 był sekretarzem stanu w ministerstwie infrastruktury i zagospodarowania przestrzennego w gabinecie Alenki Bratušek. W 2014 powołany na stanowisko dyrektora spółki Elektro energija. W latach 2018–2020 w okresie rządu Marjana Šarca pełnił funkcję sekretarza stanu w resorcie infrastruktury. W 2022 związał się z ugrupowaniem Ruch Wolności Roberta Goloba.
W czerwcu 2022 powołany na ministra infrastruktury w rządzie lidera swojej partii. Złożył rezygnację w styczniu 2023; w tymże miesiącu w tym samym gabinecie objął nowo utworzone stanowisko ministra środowiska, klimatu i energii.